# Nereis chrysocephala
Nereis chrysocephala är en ringmaskart som beskrevs av Peter Simon Pallas 1788. Nereis chrysocephala ingår i släktet Nereis och familjen Nereididae. Inga underarter finns listade i Catalogue of Life.